# Darrell K Royal-Texas Memorial Stadium
Il Darrell K Royal-Texas Memorial Stadium (ufficialmente Memorial Stadium e Texas Memorial Stadium) è uno stadio situato ad Austin, in Texas. È lo stadio di casa dei Texas Longhorns, la squadra sportiva dell'Università di Austin. Ha una capacità di 100.119 posti ed è pertanto il più capiente della Big 12 Conference.